# Canacona
Canacona, también conocida como Kannkonn o Kankon Taluka, es una ciudad y consejo municipal ubicada en el distrito de Goa del Sur, en la India. 
Incluye lugares como Patnem, Poinguinim, Loliem-Polem, Agonda y Gaumdongre. Chaudi es la sede del consejo municipal y el lugar más desarrollado de la ciudad. La playa de Palolem se encuentra en esta ciudad.

## Historia
El nombre histórico de Canacona es «Kanvapura».

## Geografía
Canacona está localizada en las coordenadas de 15°01′N 74°01′E / 15.02, 74.02. Tiene una elevación promedio de 10 m s. n. m. (32  pies). Canacona es el consejo municipal que está más al sur de Goa.

## Educación
En Canacona está el colegio Dnyna Prabodhini Mandal's Shree Mallikarjun College of Arts & Commerce, específicamente en la parte de Delem.  Afiliado a la Universidad de Goa, es el principal instituto educacional de esa ciudad, el cual atiende a las necesidades de educación superior de la zona. Hay dos institutos educacionales para la secundaria en Canacona.

## Demografía
Según el censo de 2011 de la India, Canacona tenía una población de 12 434 habitantes. Los hombres constitutían el 52 % de la población, mientras las mujeres constituían el 48 %. Canacona tenía en ese momento una tasa promedio de alfabetización del 89.31 %, más alta que el promedio nacional de 74.04 %; con una alfabetización del 93.09 % en los hombres y una del 85.47 % en las mujeres. El 10 % de la población era menor a 6 años de edad. En adición al idioma konkani (que es el más hablado en la ciudad), una pequeña parte de la población habla idioma marathi, o idioma kannada.